# Картер, Рик
Рик Картер (англ. Rick Carter; род. 1952 Лос-Анджелес, Калифорния, США) — американский художник-постановщик и арт-директор. Он наиболее известен своим сотрудничеством с режиссёрами Стивеном Спилбергом и Робертом Земекисом, в частности в фильмах «Назад в будущее 2», «Назад в будущее 3», «Парк юрского периода», «Форрест Гамп», «Полярный экспресс», «Боевой конь» и «Линкольн». Он также известен своей работой над фильмом Джеймса Кэмерона «Аватаром» и фильмами Джей Джей Абрамса из франшизы «Звёздные войны»: «Пробуждение силы» и «Скайуокер. Восход» Он является двукратным лауреатом премии «Оскар» за лучшую работу художника-постановщика за свою работу над «Аватаром» и «Линкольном».

## Ранняя жизнь и образование
Отец Картера был публицистом, а позже кинопродюсером Диком Картером. Его мать, Рут, была бывным сотрудником журнала Life, а затем риэлтором в Южной Калифорнии.
Студенческие дни Картера в Калифорнийском университете были посвящены живописи. Участвуя в киногруппе на мероприятии отдела искусств «Bridging the Gap» в 2011 году, бывший майор по искусству присоединился к тогдашнему декану по искусству Дэвиду Ягеру, чтобы пересмотреть свою альма-матер и пережить уникальный опыт своих дней UCSC.

## Карьера

### Начало
Заявный отказ от войны во Вьетнаме, он бросил Калифорнийский университет в Беркли и в конечном итоге впервые поступил в художественный отдел в качестве ассистента в фильме Хэла Эшби «Бунд за славой», а затем «Китайский синдром» Джеймса Бриджеса.
Кино
Его первое упоминание в титрах в качестве арт-директора было в фильме Second-Hand Hearts, но фильм «Балбесы был ключевой работой для художника, так как это привело к ещё одной ключевой встрече для Картера: с сценаристом и продюсером Стивеном Спилбергом. Эти двое достигли этого и начали тесные рабочие отношения, которые длятся и по сей день.

## Фильмография
| Год  | Название                             | Режиссёр         | Заметки                                  |
| ---- | ------------------------------------ | ---------------- | ---------------------------------------- |
| 1989 | Три беглеца                          | Франсис Вебер    |                                          |
| 1989 | Назад в будущее 2                    | Роберт Земекис   |                                          |
| 1990 | Назад в будущее 3                    | Роберт Земекис   |                                          |
| 1992 | Смерть ей к лицу                     | Роберт Земекис   |                                          |
| 1993 | Парк юрского периода                 | Стивен Спилберг  | Также написал неиспользованный черновик  |
| 1994 | Форрест Гамп                         | Роберт Земекис   |                                          |
| 1997 | Парк юрского периода: Затерянный мир | Стивен Спилберг  |                                          |
| 1997 | Амистад                              | Стивен Спилберг  |                                          |
| 2000 | Что скрывает ложь                    | Роберт Земекис   | С Уильямом Джеймсом Тигарденом           |
| 2000 | Изгой                                | Роберт Земекис   |                                          |
| 2001 | Искусственный разум                  | Стивен Спилберг  |                                          |
| 2004 | Полярный экспресс                    | Роберт Земекис   | С Дагом Чиангом                          |
| 2005 | Война миров                          | Стивен Спилберг  |                                          |
| 2005 | Мюнхен                               | Стивен Спилберг  |                                          |
| 2009 | Аватар                               | Джеймс Кэмерон   | С Робертом Стромбергом и Мартином Лэйном |
| 2011 | Запрещённый приём                    | Зак Снайдер      |                                          |
| 2011 | Боевой конь                          | Стивен Спилберг  |                                          |
| 2012 | Линкольн                             | Стивен Спилберг  |                                          |
| 2015 | Звёздные войны: Пробуждение силы     | Джей Джей Абрамс | С Дарреном Гилфордом                     |
| 2016 | Большой и добрый великан             | Стивен Спилберг  | С Робертом Стромбергом                   |
| 2017 | Секретное досье                      | Стивен Спилберг  |                                          |
| 2019 | Звёздные войны: Скайуокер. Восход    | Джей Джей Абрамс | С Кевином Дженкинсом                     |
| 2022 | Фабельманы                           | Стивен Спилберг  |                                          |

## Награды и номинации
| Церемония      | Категория                            | Год  | Фильм                                                     | Результат | Примечания |
| -------------- | ------------------------------------ | ---- | --------------------------------------------------------- | --------- | ---------- |
| Оскар          | Лучшая работа художника-постановщика | 1994 | Форрест Гамп                                              | Номинация | [ 4 ]      |
| Оскар          | Лучшая работа художника-постановщика | 2009 | Аватар (поделил с Робертом Стромбергом)                   | Победа    | [ 4 ]      |
| Оскар          | Лучшая работа художника-постановщика | 2011 | Боевой конь                                               | Номинация | [ 4 ]      |
| Оскар          | Лучшая работа художника-постановщика | 2012 | Линкольн                                                  | Победа    | [ 4 ]      |
| Оскар          | Лучшая работа художника-постановщика | 2022 | Фабельманы                                                | Номинация |            |
| BAFTA          | Лучшая работа художника-постановщика | 2010 | Аватар (поделил с Робертом Стромбергом)                   | Победа    | [ 4 ]      |
| BAFTA          | Лучшая работа художника-постановщика | 2012 | Боевой конь                                               | Номинация | [ 4 ]      |
| BAFTA          | Лучшая работа художника-постановщика | 2013 | Линокльн                                                  | Номинация | [ 4 ]      |
| BAFTA          | Лучшая работа художника-постановщика | 2016 | Звёздные войны: Пробуждение силы                          | Номинация | [ 5 ]      |
| Выбор критиков | Лучшая работа художника-постановщика | 2009 | Аватар (поделил с Кимом Синклером и Робертом Стромбергом) | Победа    | [ 6 ]      |
| Выбор критиков | Лучшая работа художника-постановщика | 2011 | Боевой конь                                               | Номинация | [ 7 ]      |
| Выбор критиков | Лучшая работа художника-постановщика | 2012 | Линкольн                                                  | Номинация | [ 8 ]      |
| Выбор критиков | Лучшая работа художника-постановщика | 2022 | Фабельманы                                                | Номинация | [ 9 ]      |
| Спутник        | Лучшая работа художника-постановщика | 1997 | Амистад                                                   | Номинация |            |
| Спутник        | Лучшая работа художника-постановщика | 2012 | Линкольн                                                  | Победа    |            |
| Спутник        | Лучшая работа художника-постановщика | 2022 | Фабельманы                                                | Номинация |            |
| Сатурн         | Лучшая работа художника-постановщика | 2010 | Аватар (поделил с Робертом Стромбергом)                   | Победа    | [ 10 ]     |
| Сатурн         | Лучшая работа художника-постановщика | 2016 | Звёздные войны: Пробуждение силы                          | Номинация | [ 11 ]     |
| Сатурн         | Лучшая работа художника-постановщика | 2017 | Большой и добрый великан (поделил с Робертом Стромбергом) | Победа    | [ 12 ]     |
| Сатурн         | Лучшая работа художника-постановщика | 2021 | Звёздные войны: Скайуокер. Восход                         | Номинация | [ 13 ]     |